# Toyota Stadium (Texas)
El Toyota Stadium és un estadi específic de futbol de Frisco, Texas, dins l'àrea metropolitana de Dallas. Inaugurat l'any 2005 amb una capacitat de 21.193 espectadors. Actualment és la seu del FC Dallas de la Major League Soccer.